# BSC Neukirchen/Geldern
Der BSC Neukirchen/Geldern ist ein Billardverein aus Neukirchen-Vluyn. Er entstand 2015 durch die Fusion der Billardvereine BSC Neukirchen-Vluyn und 1. PBC Joker Geldern. Seit 2017 spielt er in der 1. Poolbillard-Bundesliga.

## Geschichte

### Vorgängervereine

#### 1. PBC Joker Geldern
Der 1. Pool-Billard-Club Joker Geldern 76 e. V. wurde 1976 in Geldern gegründet. Er wurde 2004 deutscher Vizemeister und erreichte dreimal das Finale des deutschen 8-Ball-Pokals (2003, 2006, 2009). 2011 wurde Huidji See als Mitglied des Vereins 10-Ball-Weltmeister. Weitere Einzelerfolge von Spielern des PBC Joker waren der deutsche Meistertitel Harald Schröters (1989) und der Gewinn der Junioren-Weltmeisterschaft durch Brian Naithani (2001). Seit dem Abstieg in der Saison 2006/07 spielte Joker Geldern in der 2. Bundesliga, in der er in der Spielzeit 2014/15 Dritter wurde. In der ersten Mannschaft spielten zuletzt Michau Jablonski, Dennis Jansen, Aziz Moussati, Nikko Springer, Marco Teutscher und als Ersatzspieler Roy Gerards.

#### BSC Neukirchen-Vluyn
Der BV Grafschafter Moers wurde 1991 in Moers gegründet. 2004 stieg er in die 2. Bundesliga auf und erreichte das Finale des deutschen 8-Ball-Pokals, das jedoch gegen den BC Mölln verloren wurde. In der Saison 2005/06 stieg er als Achtplatzierter aus der zweiten Liga ab. 2008 wurde der BV Grafschafter Moers aufgelöst und der BSC Neukirchen-Vluyn als Nachfolgeverein gegründet. Dieser schaffte 2010 den Aufstieg in die Oberliga und erreichte das Finale des deutschen 8-Ball-Pokals, das er mit 2:5 gegen den BSV Phönix verlor. In der Saison 2010/11 stieg der Verein als Zweitplatzierter der Oberliga in die Regionalliga auf, in der er 2012 und 2013 Fünfter wurde. Nachdem man in der Saison 2013/14 den vierten Platz erreicht hatte, folgte 2015 mit dem siebten Platz der Abstieg in die Oberliga.
Mit Guido Gerber wurde 2013 ein Spieler des BSC Neukirchen-Vluyn Deutscher Meister der Senioren.

### BSC Neukirchen/Geldern
| Platzierungen | Platzierungen      | Platzierungen |
| Saison        | Liga               | Platz         |
| ------------- | ------------------ | ------------- |
| 2015/16       | 2. Bundesliga Nord | 4             |
| 2016/17       | 2. Bundesliga Nord | 1             |
| 2017/18       | 1. Bundesliga      | 6             |
| 2018/19       | 1. Bundesliga      | 2             |

Im Sommer 2015 fusionierten Joker Geldern und der BSC Neukirchen-Vluyn zum BSC Neukirchen/Geldern. Dieser übernahm zur Saison 2015/16 den Startplatz von Joker Geldern in der 2. Bundesliga. Die erste Mannschaft war weitgehend identisch mit der vormaligen Zweitligamannschaft des PBC Joker. In die erste Spielzeit nach der Fusion startete das Team mit einem 7:1-Sieg gegen die zweite Mannschaft des PBC Schwerte 87. Nach drei sieglosen Spielen fiel man zwischen auf den Relegationsplatz zurück, bevor man am Ende der Hinrunde den vierten Platz belegte. In der Rückrunde besiegte man unter anderem den ungeschlagenen Tabellenführer PBC Sankt Augustin. Den Klassenerhalt sicherte man sich am vorletzten Spieltag durch einen Heimsieg gegen die PBSG Wolfsburg.
Im Oktober 2016 erreichte der BSC Neukirchen/Geldern das Halbfinale des deutschen 8-Ball-Pokals und unterlag dort den Pool Brothers Deggendorf mit 1:5. In die Saison 2016/17 startete der Verein mit drei Siegen. Nach der Hinrunde belegte er den zweiten Platz. Zum Rückrundenstart folgte gegen den Lokalrivalen Joker Kamp-Lintfort die dritte Saisonniederlage, durch die man auf den vierten Platz zurückfiel. Anschließend gewann der BSC Neukirchen/Geldern von den sechs verbliebenen Saisonspielen fünf und sicherte sich am letzten Spieltag durch einen 6:2-Heimsieg gegen die BSG Osnabrück den Aufstieg in die 1. Bundesliga.
Im Sommer 2017 wurde die Mannschaft verstärkt. So wechselten etwa Sven Pauritsch vom Erstligisten PBC Schwerte 87 und der Pole Wojciech Szewczyk nach Neukirchen. In seine erste Bundesligaspielzeit startete der Verein mit zwei Niederlagen. Der erste Sieg gelang dem Team am vierten Spieltag beim PBC Joker Altstadt (5:3). Eine Woche später erreichte der Verein erneut das Halbfinale des deutschen 8-Ball-Pokals, in dem er dem Titelverteidiger BSV Ergolding mit 2:5 unterlag. In der Liga belegte man am Ende der Hinrunde nach einem weiteren Auswärtssieg gegen den BV Mörfelden-Walldorf (5:3) und zwei Unentschieden den sechsten Rang. Während der Rückrunde blieben die Neukirchener sieglos, schafften aber noch drei weitere Unentschieden und wurden am Saisonende Sechster. Der Klassenerhalt stand nach dem vorletzten Spieltag fest, als die Mannschaft zwar verlor, aber auch der Konkurrent Mörfelden-Walldorf nicht punktete.
Am ersten Spieltag der Saison 2018/19 gelang dem Verein gegen Aufsteiger BC Siegtal 89 mit 5:3 der erste Heimsieg in der Bundesliga, die Saison beendete der Verein als Vize-Meister. Im Oktober 2018 zog der Club zum ersten Mal seit der Fusion ins Endspiel des deutschen 8-Ball-Pokals ein, musste sich jedoch dem BC Jülich knapp mit 5:6 geschlagen geben.

## Zweite Mannschaft
| Platzierungen | Platzierungen          | Platzierungen |
| Saison        | Liga (Spielklasse)     | Platz         |
| ------------- | ---------------------- | ------------- |
| 2015/16       | Oberliga Westfalen (4) | 1             |
| 2016/17       | Regionalliga West (3)  | 6             |
| 2017/18       | Oberliga Westfalen (4) | 5             |
| 2018/19       | Oberliga Westfalen (4) |               |

Die zweite Mannschaft übernahm nach der Fusion den Startplatz des BSC Neukirchen-Vluyn in der Oberliga Westfalen. In der Saison 2015/16 gelang dem Team, das hauptsächlich aus der ehemaligen Mannschaft des BSC Neukirchen-Vluyn gebildet wurde, als unbesiegter Erstplatzierter der Aufstieg in die Regionalliga. In der folgenden Spielzeit stieg man jedoch als Sechster wieder in die Oberliga ab.

## Aktuelle und ehemalige Spieler
(Auswahl)
- Andreas Auerhahn
- Ernst-Jan Driessen
- Christian Ellinger
- Guido Gerber
- Michael Gerwien
- Andreas Glasow
- Dennis Jansen
- Peter Jansen
- Carsten Königs
- Andreas Moses
- Aziz Moussati
- Sven Pauritsch
- Ivar Saris
- Michael Schiff
- Thomas Seiffert
- Nikko Springer
- Wojciech Szewczyk
- Marco Teutscher